# Эстебан Барриель, Агустина
Агусти́на Эстеба́н Баррие́ль (исп. Agustina Esteban Barriel; 1915, Барселона — 12 марта 2005, Москва) — советская медсестра испанского происхождения, участница Великой Отечественной войны (битва за Москву).

## Биография
Родилась в 1915 году в Барселоне. В молодости была флористкой, работала в цветочном магазине. В 1937 году во время Гражданской войны в Испании Эстебан Барриель вступила в Коммунистическую партию. Вскоре иммигрировала в СССР вместе со своим мужем Хосе Кастело.
Агустина была среди ополченцев в тяжёлые дни Великой Отечественной войны, когда немецкие части стояли у ворот Москвы. Её приняли на работу медсестрой в 4-ю роту, состоящую из испанцев Отдельной мотострелковой бригады особого назначения НКВД СССР (ОМСБОН). После того, как войска нацистской Германии были отброшены от стен Москвы, Агустина прошла обучение вместе с другими молодыми испанцами на краткосрочных спецкурсах по специальности «медсестра-радистка». Командование отправило её работать медсестрой в госпиталях.
21 августа 1942 года она была принята вольнонаёмной в эвакуационный госпиталь № 2943. Здесь она проработала до апреля 1943 года.
20 сентября 1945 года была награждена медалью «За победу над Германией в Великой Отечественной войне 1941—1945 гг.».
После окончания Великой Отечественной войны Агустина Эстебан Барриэль проживала в Москве. Она пошла работать на фабрику художественных изделий. Её второй русский муж погиб на фронте и, таким образом, Агустина осталась вдовой.
В одном из московских военкоматов Агустина получила удостоверение об участии в Великой Отечественной войне, по которому ей полагались определённые льготы, установленные законодательством Российской Федерации.
Скончалась 12 марта 2005 года в Москве.